# 簕竹镇
簕竹镇，是中华人民共和国广东省云浮市新兴县下辖的一个乡镇级行政单位。

## 行政区划
簕竹镇下辖以下地区：
红光社区、五联村、榄根村、良洞村、六联村、非雷村、云龙村、大坪村和永安村。

## 經濟
從事農產畜牧業的溫氏集團，在簕竹镇起家，目前亦在簕竹镇設有基地。